# 노먼 록웰

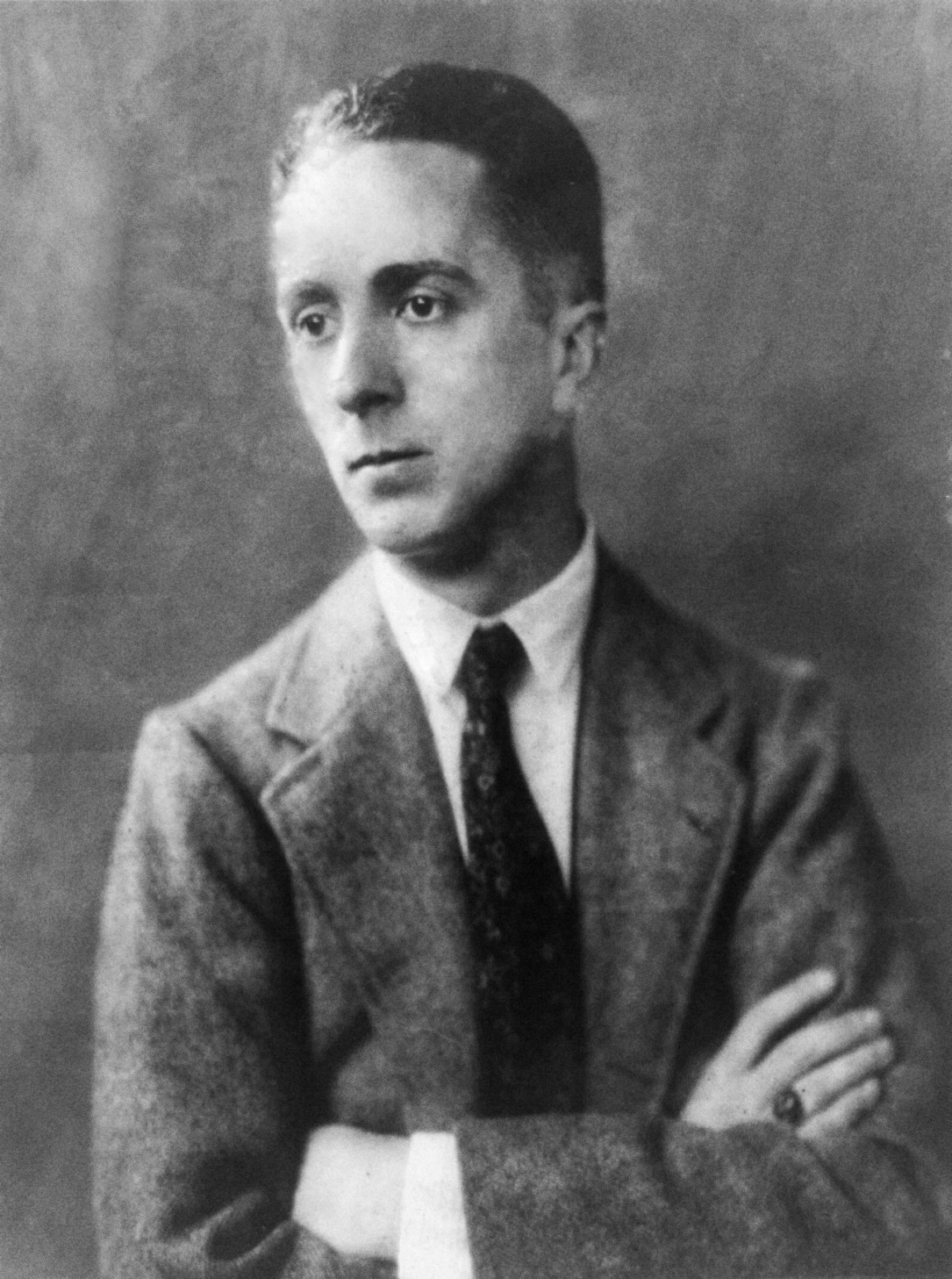
노먼 록웰

노먼 퍼시벌 록웰(Norman Perceval Rockwell, 1894년 2월 3일 - 1978년 11월 8일)은 미국의 20세기 화가이자 일러스트레이터이다. 미국 중산층의 생활모습을 친근하고 인상적으로 묘사한 작품들로 유명하다. 〈새터데이 이브닝 포스트〉지의 표지 그림을 40년 넘게 그렸다.

## 같이 보기
- 조지프 크리스천 레이엔데커